# GNF (OKOKOK)
GNF (OKOKOK) (acronimo di Give No Fuck (OKOKOK)) è un singolo del rapper statunitense Polo G, pubblicato il 5 febbraio 2021 come secondo estratto dal terzo album in studio Hall of Fame.

## Descrizione
Il brano vede Polo G rappare sulla violenza delle gang su un beat drill di pianoforte. È anche presente un tributo al rapper statunitense Pop Smoke. Il brano è stato scritto dall'interprete e dai produttori WIZARDMCE e Varhol.

## Accoglienza
Tara C. Mahadevan di Complex ha definito il ritmo della canzone "letale". Wongo Okon di Uproxx ha scritto che la canzone è "una forte dimostrazione dello spirito disinvolto del giovane rapper, poiché nel brano si sentono battute impavide come 'If 12 come up, we gon' take 'em on the chase/Just a cold heart and a banger on my waist'."

## Video musicale
Il video musicale è stato diffuso in concomitanza con l'uscita del singolo sul canale YouTube della Lyrical Lemonade ed è stato diretto da Cole Bennett. Il video mostra Polo G mentre rappa circondato dalla sua crew; si vede anche il rapper "sui tetti innevati di Chicago e nelle strade piovose".

## Tracce
Testi di Taurus Bartlett, musiche di WizardMCE e Varohl.
1. GNF (OKOKOK) – 1:56

## Formazione
- Polo G – voce, testi
- WizardMCE – produzione
- Varohl – produzione
- Dj Nove – registrazione
- Eric Lagg – mastering
- Joe Grasso – missaggio

## Classifiche
| Classifica (2021) | Posizione massima |
| ----------------- | ----------------- |
| Canada            | 55                |
| Nuova Zelanda     | 48                |
| Stati Uniti       | 55                |